# أمودو
أمودو هو برنامج وثائقي مغربي عبارة عن سلسلة من الأفلام الوثائقية المتميزة التي تقوم بتعريف التنوع الحيواني والنباتي والمآثر التاريخية وتاريخ بعض المناطق في المغرب، بالإضافة إلى تسليط الضوء على بعض القرى النائية للتعريف بها ومساعدتها اجتماعيًا، ويُبث البرنامج على القناة الأولى المغربية، ويتكلف الإعلامي المشهور حسن بوفوس بإخراج السلسلة وبقراءة التعليق، وبرنامج أمودّو هو إنتاج مشترك بين شركة فوزي فيزيون والشركة الوطنية للإذاعة والتلفزة المغربية. كل حلقة من حلقات البرنامج كانت في السابق تدوم 26 دقيقة فقط، ولكن ابتداء من الموسم السابع وصلت مدة الحلقات إلى 52 دقيقة بعد النجاح الذي لقيه البرنامج داخل المغرب وخارجه، وبنهاية سنة 2024، وصل مجموع الحلقات 227 حلقة مقسمة إلى 17 موسمًا.
بتقنيات عالية في الإخراج والتصوير، استطاع برنامج أمودّو أن يصنف نفسه في مجال البرامج الوثائقية العالمية عبر حلقاته التي تغوص في صلب الحياة الحقيقية التي يعيشها سكان المناطق المغربية. يتوه البرنامج في دروب الصحراء القاحلة، بل وفي أكثر المناطق الجبلية وعورة، ويكشف خبايا ومآثر تاريخية تآكلت بالنسيان، كما يهدف إلى التعريف بالتنوع الحيواني والنباتي في المغرب، واكتشاف أنواع مهددة بالانقراض موجودة في المغرب.

## أصل التسمية
كلمة «أمودّو» تعني «السفر»، «التجوال» أو «الرحلة» وهي كلمة أمازيغية، وقد تم اختيار هذا الاسم بحكم طبيعة البرنامج القائم على السفر إلى مناطق مختلفة للتصوير.

## التصوير الجوي
يُعتبر برنامج أمودّو أول برنامج مغربي يستخدم الدرون في التصوير الجوي، ورغم صعوبة الإجراءات والمساطر الإدارية التي يجب الحصول عليها من السلطات قبل استخدام الدرون، إستطاعت الشركة المنتجة لبرنامج «أمودّو» توفير هذه التقنية لفريق العمل رغبة منها لتحسين ظروف العمل وجودة المنتج النهائي، خصوصا وأن البرنامج عرف منذ بدايته سنة 2002 إلى حدود اليوم بالاعتماد على التكنولوجيا الحديثة، وكان من أوائل البرامج المغربية التي إعتمدت تقنية الصور العالية الجودة HD في التصوير.
وبما أن البرنامج معروف بتصوير المناطق الجبلية الوعرة والغابات التي كان الوصول لها من قبل جد صعب أمام المعدات التقليدية ثقيلة الوزن، كما كان التصوير بهذه المناطق جد مكلف باستخدام طائرات مروحية "الهيلكوبتر" التي كانت تكلف فريق الإنتاج مبالغ ضخمة، ومع استخدام تقنية التصوير بالدرون إنخفضت تكلفة التصوير بشكل كبير جدا، كما أنها وفرت إمكانية التقاط مقاطع فيديو بجودة أفضل ودرجة ثبات أكبر، واستخدام التقنية ساهم أيضا في اعتماد معدي البرنامج أكثر على لقطات التصوير من الأعلى الشاملة للمناظر المراد تصويرها، بعدما كانوا يعتمدون من قبل على اللقطات الأفقية أكثر لتفادي التكاليف المرتفعة للهيلكوبتر.

## الجوائز
حاز البرنامج على العديد من الجوائز وتم تكريم مقدمي البرنامج في العديد من المهرجانات:
- 2018: تكريم بالدورة الثانية لمهرجان أجذير إيزوران بخنيفرة.
- 2018: تكريم بمهرجان الحناء اداوزال بتارودانت.
- 2017: تكريم من طرف جمعية أكادير الكبير للرّصّاصين.
- 2016: تكريم من طرف جمعية إمزي للتنمية والتعاون الاجتماعي بمهرجان أجگال.
- 2014: تكريم خلال المهرجان الدولي للحيوان والبيئة.
- 2013: تكريم من طرف جمعية إفران الأطلس الصغير للتنمية السياحية بمهرجان أمسادار.
- 2012: الجائزة الأولى في صنف «اعرف بلادك» ضمن المسابقات البرامجية لسنة 2012 التي ينظمها اتحاد إذاعات الدول العربية تونس.
- 2011: تنويه خاص لجنة التحكيم بالمهرجان الدولي لفيلم الحيوان والبيئة - الدورة السابعة - الرباط 30 مارس - 2 أبريل 2011.
- 2009: الجائزة الذهبية لأحسن مدير تصوير بمهرجان الاعلام العربي بالقاهرة عن شريط أمتضي واحة أم المخازن.
- 2008: جائزة أحسن إخراج بالمهرجان الدولي للفيلم القصير والشريط الوثائقي بالدار البيضاء عن الفيلم الوثائقي «العيد عند الرحل».
- 2007: الجائزة الذهبية لأحسن وثائقي بمهرجان الاعلام العربي بالقاهرة عن شريط حديث الصورة.
- 2007: الجائزة الأولى أحسن إخراج عن شريط العيد عند الرحل.
- 2006: جائزة تنويهية بمهرجان الجزيرة للافلام الوثائقية.
- 2003 و2005 و2006: جوائز أحسن برنامج بمهرجان نجوم بلادي.
- 2002: الجائزة الذهبية لأحسن إخراج عن حلقة ذاكرة تاگموت بمهرجان الإذاعة والتلفزيون بالقاهرة.

## المواسم

### الموسم الأول
| - 1 ذاكرة تاگموت - 2 خبايا وين تمدوين - 3 مغارة عزيزة - 4 محلقون في الظلام - 5 كهف افري واطو - 6 اصدقاء القصبة - 7 بحيرة افني - 8 تافراوت كنز الجنوب |

### الموسم الثاني
| - 9 خنزير الأطلس - 10 دهاليزالاطلس - 11 رحل الأطلس - 12 مغارة اخيا م - 13 حجل الگامبرا - 14 آخر الأ مناء - 15 قا لوا....الجزء الا ول - 16 ابل بلال - 17 طانطان التاريخ - 18 طانطان قاطرة النمو - 19 أسطورة الحجارة |

### الموسم الثالث
| - 20 على خطى فيوشانج (الخطوة 1) - 21 على خطى فيوشانج (الخطوة 2) - 22 على خطى فيوشانج (الخطوة 3) - 23 على خطى فيوشانج (الخطوة 4) - 24 على خطى فيوشانج (الخطوة 5) - 25 على خطى فيوشانج (الخطوة6) - 26 على خطى فيوشانج (الخطوة 7) - 27 على خطى فيوشانج (الخطوة 8) - 28 على خطى فيوشانج (الخطوة 9) - 29 على خطى فيوشانج (الخطوة 10) - 30 على خطى فيوشانج (الخطوة 11) - 31 على خطى فيوشانج (الخطوة 12) - 32 على خطى فيوشانج (الخطوة 13) - 33 على خطى فيوشانج (الخطوة 14) - 34 على خطى فيوشانج (الخطوة 15) - 35 على خطى فيوشانج (الخطوة 16) - 36 على خطى فيوشانج (الخطوة 17) - 37 على خطى فيوشانج (الخطوة 18) - 38 على خطى فيوشانج (الخطوة 19) - 39 على خطى فيوشانج (الخطوة 20) - 40 قالوا.......الجزء الثاني - 41 قالوا.......الجزء الثالث |

### الموسم الرابع
| - 42 مغا رة گورعان - 43 اسرار البحر - 44 فردوس الشمال (العرائش) - 45 القطب عبد السلام بن مشيش - 46 زيارة القطب - 47 دلائل من التاريخ (أصيلا) - 48 أثارات طنجة - 49 ومضات من الشمال المغربي - 50 حضارة تمودة وكهف تحت الغار - 51 شفشاون بين قرون الجبال - 52 الهري وتاخوبايت - 53 ار ث الايدي - 54 ترغة التاريخ والطبيعة |

### الموسم الخامس
| - 55 المراة الجبلية - 56 قا لوا الجزء الرابع - 57 قصة الهبازي - 58 الطبيعة والإنسان - 59 بسا ط تازناخت - 60 ا ما سين (السفر الا ول) - 61 ا ما سين (السفر الثا ني) - 62 وا حة فم زكيد - 63 في رحا ب تيسنت - 64 تيسنت مؤهلا ت وا فا ق - 65 زا وية مغيميمة - 66 النقوش الصخر ية الكنز المهدد - 67 الا نسا ن وتحد ي الجفا ف - 68 موقع فم لارجام - 69 قصور زاكورة - 70 مدينة الجبلين - 71 العيد عند الرحل - 72 مدينة القصبات - 73 قصبة تلوات - 74 هوليود أفريقيا - 75 تافيلالت بين الامس واليوم (1) - 76 تافيلالت بين الامس واليوم (2) - 77 حديث الصورة - 78 ديناصور المغرب - 79 السيا حة الجنوبية رهان المستقبل |

### الموسم السادس
| - 80 ذاكـرة إيفني 1 - 81 ذاكـرة إيفني 2 - 82 أكناري أيت باعمران - 83 أمگريو قرية الصيادين - 84 محمية النعيلة - 85 الداخلة سحر مدينة - 86 أوسرد التاريخ الغابر - 87 جهة وادي الذهب لكويرة ـ من وحي الصحراء - 88 رحلـة الألف ميــل - 89 ايفري ن عبو - 90 قصر آسا 1 - 91 قصر آسا 2 - 92 الإرث المنسي - 93 واحة تيمولاي - 94 إيفران الأطلس الصغير - 95 إفران الأطلس الصغير أرض التعايش - 96 إيفران الأطلس الصغير السفر الثالث - 97 حياة السواحل الجنوبية السفر الأول - 98 حياة السواحل الجنوبية السفر الثاني - 99 اقــا 1 - 100 اقــا 2 - تامدولت واقا- - 101 اقــا 3 - 102 اقــا 4 - 103 اقــا 5 - 104 أمتضي واحة أم المخازن - 105 أمتضي واحة الدرقاويين - 106 أقوى لحظات أمودّو |

### الموسم السابع
| - 107 أمتضي، أمل واحة - 108 حياة البراري الصحراوية - 109 براري الساقية الحمراء - 110 ثعابين الجنوب - 111 يوم بالمنتزه الوطني سوس ماسة درعة - 112 النسناس والأرز - 113 المنتزه الوطني تازكة (السفر الأول) - 114 المنتزه الوطني تازكة (السفر الثاني) - 115 من أعماق تازكة - 116 إسلندا، بلد الجليد والنار 01 - 117 إسلندا، بلد الجليد والنار 02 - 118 إسلندا، بلد الجليد والنار 03 - 119 إسلندا، بلد الجليد والنار 04 |

### الموسم الثامن (2011)
| - 120 الصحراء، الحياة والفناء - 121 أمودّو، عقد من المعرفة - 122 أمودّو، مجاهل المغارات - 123 وين تيمدوين، الشريان النابض - 124 البحث عن الشجرة التنينية - 125 هيلولة الصويرة - 126 حاضرة الصويرة - 127 إليونور موگادور - 128 ثروة النظم الخمس - حديقة الحيوانات بالرباط - - 129 سافلة حوض اللوكوس - 130 أنين المرجة الزرقاء - 131 أولياء تاساوت |

### الموسم التاسع (2012 / 2013)
| - 132 سيدي بوغابة، الشاهد الأخير - 133 في أحضان حلالة - 134 شبح الأطلس المتوسط - 135 رحلة رع الثانية - 136 آسفي... صرخة التاريخ - 137 آسفي... سحر الأنامل - 138 كتاب مازاغان - 139 حكايات من دكالة - 140 الحسيمة، أبداً لن تُنسى - الحلقة الأولى - - 141 الحسيمة، أبداً لن تُنسى - الحلقة الثانية - - 142 الحسيمة، أبداً لن تُنسى - الحلقة الثالثة - منتزه الحسيمة الوطني - 143 الحسيمة، أبداً لن تُنسى - الحلقة الرابعة - |

### الموسم العاشر (2014 / 2016)
| - 144 قصر على خط الحدود - 145 رحل بني گيل - 146 من رحم المنجم - 147 فگيگ، هبة العيون - 148 كنوز تاوريرت - 149 نبش في الذاكرة - 150 كنوز دبدو - 151 القحولة ونبض الحياة - 152 تافوغالت، خبايا الدهور - 153 تافوغالت، أريج الفجاج - 154 تافوغالت، إحياء الثروات - 155 بركان، صدى الزمان والمكان - 156 جواهر الناظور 01 - 157 جواهر الناظور 02 |

### الموسم الحادي عشر (2018)
| - 158 وجدة، مدينة الألف سنة - 159 ممر السلاطين، السفر الأول - 160 ممر السلاطين، السفر الثاني - 161 صهريج المغرب - 162 عيون أم الربيع، منابع الحياة - 163 تحت رحمة الموت الأبيض - 164 أمل وراء الأجمة - 165 بعث الروح في الأطلس - 166 البسطاء الأشداء - 167 موطن المغمورين |

### الموسم الثاني عشر (2019)
| - 168 أسرار الجزر الخالدات 1 - 169 أسرار الجزر الخالدات 2 - 170 أسرار الجزر الخالدات 3 - 171 أسرار الجزر الخالدات 4 - 172 أسرار الجزر الخالدات 5 - 173 أسرار الجزر الخالدات 6 - 174 أسرار الجزر الخالدات 7 - 175 أسرار الجزر الخالدات 8 - 176 أسرار الجزر الخالدات 9 - 177 أسرار الجزر الخالدات 10 |

### الموسم الثالث عشر (2020)
| - 178 الفردوس المنسي 1 - 179 الفردوس المنسي 2 - 180 إحياء الحلم - 181 القرية الصامتة - 182 أرض الخيرات - 183 بين احضان بويبلان 1 - 184 بين احضان بويبلان 2 - 185 بين احضان بويبلان 3 - 186 بين احضان بويبلان 4 - 187 أحلام الجنة الأطلسية |

### الموسم الرابع عشر (2021)
| - 188 آثار الفهد الأطلسي - 189 صرخة معالم الأجداد المهددة - 190 آثار أيت إيمور البائدة / السفر 1 - 191 آثار أيت إيمور البائدة / السفر 2 - 192 إكسير أم البخت الفياض - 193 الأعماق المنيعة - 194 الأمكنة المرصعة - 195 حِرف تصارع الزمن - 196 متى يومض البريق؟ - 197 بحثاً عن شاهد الأسد |

### الموسم الخامس عشر (2022)[5]
| - 198 إملشيل، حديث الأزمنة - 199 أنرغو، قرية من الأعماق - 200 الآسر الأسير - 201 أيدي، كلب الأطلس المجهول - 202 لبؤات الأطلس - 203 للأحلام عنوان - 204 إلى أبعد نقطة - 205 تمساح ودببة تازة - 206 قصر تامسلمت - 207 أسود الأطلس بين الحقيقة والوهم |

### الموسم السادس عشر (2023)
| - 208 سمفونية ميدلت - 209 في غياهب المناجم - 210 عالم الرعاة الرّحل - 211 أسرار زاوية سيدي حمزة - 212 عزلة المقامات المقدسة - 213 في حضرة وحش الجبال - 214 حديقة المغرب ❶ - 215 حديقة المغرب ❷ - 216 وليلي، زهرة المدائن - 217 وليلي والگور |

### الموسم السابع عشر (2024)
| - 218 نجدة الطبيعة - 219 في السراء والضراء - 220 أزيلال، متحف الحياة - 221 فرسان الجبال - 222 ثروة على المحك - 223 حياة معلقة - 224 حكايات إمسفران - 225 أسينصگ، لغة الجبال - 226 آيت بوگماز، إغرمان بين الذكرى والهجران - 227 آيت بوگماز، ما تبقى من الحكمة |

## حلقات البرنامج
إلى غاية سنة 2025، وصل عدد حلقات أمودّو 227 حلقة مقسمة إلى 17 موسم.
| الموسم | عدد الحلقات | سنة الإنتاج | أماكن التصوير / ملاحظات |
| ------ | ----------- | ----------- | --- |
| 1      | 8           | 2002        | المغرب |
| 2      | 11          | 2003        | المغرب |
| 3      | 22          | 2004        | خاص عن رحلة ميشيل فيوشانج إلى السمارة في الصحراء المغربية سنة 1930 |
| 4      | 13          | 2005 2006   | خاص بشمال المغرب من الواليدية إلى حدود تطوان |
| 5      | 25          | 2007        | خاص عن المغرب الشرقي |
| 6      | 27          | 2008        | خاص عن جنوب المغرب |
| 7      | 13          | 2009 2010   | أغلبية الحلقات خاصة بحياة البراري والمنتزهات وأخرى عن بلد الجليد والنار إيسلندا                                                                                          |
| 8      | 12          | 2011        | الإحتفال بمرور 10 سنوات على بداية أمودّو وحلقات عن إستكشاف المغارات والبراري في المغرب - عمالة أكادير إداوتنان - إقليم تيزنيت - إقليم الصويرة                             |
| 9      | 12          | 2012 2013   | أغلب الحلقات عن المناطق الساحلية المغربية - إقليم القنيطرة - إقليم بني ملال - إقليم آسفي - إقليم الجديدة - إقليم الحسيمة                                                 |
| 10     | 14          | 2014 2016   | جميع الحلقات تم تصويرها في الجهة الشرقية - إقليم فجيج: فجيج، بوعرفة، بني كيل، إيش - إقليم تاوريرت: تاوريرت، دبدو - إقليم بركان: بركان، تافوغالت - إقليم الناظور: الناظور |
| 11     | 9           | 2018        | أغلب الحلقات تم تصويرها في الأطلس المتوسط - إقليم خنيفرة - إقليم إفران - إقليم بولمان                                                                                    |
| 12     | 10          | 2019        | جميع الحلقات تم تصويرها في جزر الكناري |
| 13     | 10          | 2020        | أغلب الحلقات تم تصويرها في الأطلس المتوسط - إقليم بولمان |
| 14     | 10          | 2021        | - زاوية الشيخ |
| 15     | 10          | 2022        | - إملشيل (إقليم ميدلت) - خلال هذا الموسم تمت إثارة موضوع البحث عن الأسد الأطلسي - مغارة الشعرة (إقليم تازة) - تامسلمت (إقليم فكيك)                                       |
| 16     | 10          | 2023        | - أحولي و ميبلاضن (إقليم ميدلت) - زاوية سيدي حمزة (إقليم ميدلت) - (إقليم صفرو) - البهاليل (صفرو) - وليلي (إقليم مكناس) - الگور (إقليم الحاجب)                            |
| 17     | 10          | 2024        | - إقليم تارودانت - إقليم أزيلال |

## الترجمة إلى اللغات العالمية
ابتداءً من سنة 2020 بدأت قناة أمودّو على اليوتيوب التي تحمل اسم Amouddou TV | HD | قناة الأفلام الوثائقية أمودّو، في ترجمة حلقات السلسلة الوثائقية إلى اللغات العالمية، حيث تم إلى حدود نهاية سنة 2024، ترجمة الموسم 1 و2 و3 و4 و5 و12 و13 و14 و15 و16 و17إلى اللغة الإنجليزية بطريقة الترجمة الكتابية subtitle.

## وصلات خارجية
- موقع البرنامج
- موقع شركة فوزي فيزيون